# Pulsklocka

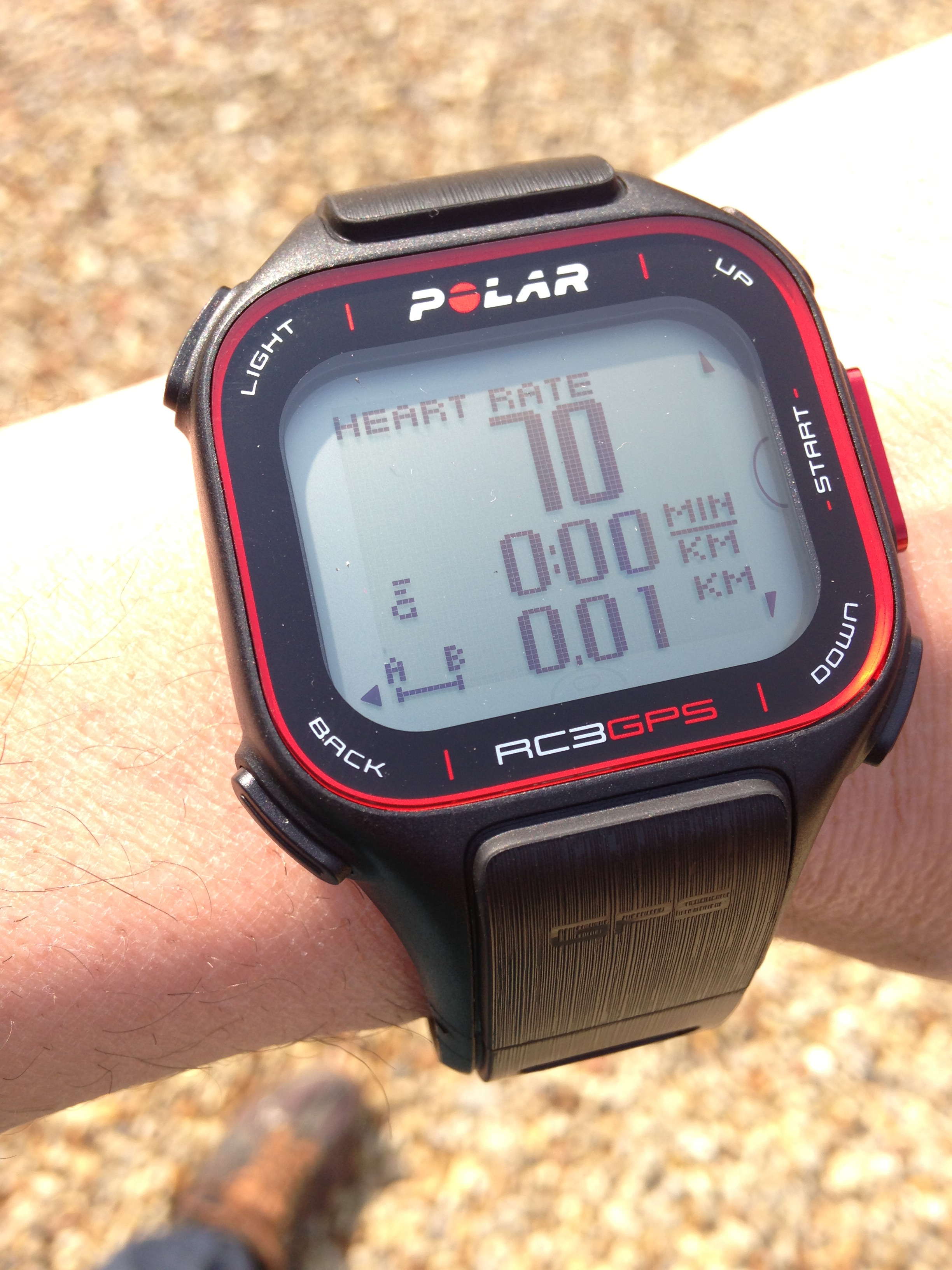
En pulsklocka.

En pulsklocka  är en klocka som mäter och registrerar pulsen, kroppens hjärtslag per minut.
Klockan består av två delar. Den ena delen är ett bälte som spänns fast under bröstet, där det i fram på bältets insida sitter elektroder som oavbrutet uppmärksammar kroppens puls. Mitt på bältets framsida sitter en sändare som registrerar detta och som i sin tur för över den uppmätta informationen till en klocka som sitter på armen. Klockan ser oftast ut som ett vanligt armbandsur, fast i lite större format.

## Användningsområden
Oftast används pulsklockan till att mäta högre puls då hjärtat slår snabbare, den så kallade maxpulsen. En maxpuls uppnås bland annat vid hög arbetsintensitet, energiförbrukning under konditionsträning. Pulsklockans uppgift är här att redovisa träningsintensiteten eller att mäta energiomsättningen under ett pass.
Andra användningsområden är under vardagsaktiviteter, här är klockans uppgift att helt enkelt påvisa hur kroppen reagerar fysiskt inom de olika aktiviteterna.